# Lätt flugvikt i fristil i brottning vid olympiska sommarspelen 1976
Herrarnas brottningsturnering i fristil i viktklassen lätt flugvikt vid olympiska sommarspelen 1976 avgjordes i Maurice Richard Arena i Montréal. 

## Medaljörer
| Klass         | Guld                     | Silver                          | Brons              |
| Lätt flugvikt | Khasan Isaev · Bulgarien | Roman Dmitrijev · Sovjetunionen | Akira Kudo · Japan |

## Resultat
Förkortningar
- TF — Vinst genom fall
- IN — Vinst genom att motståndaren skadas
- DQ — Vinst genom passivitet
- D1 — Vinst genom passivitet, vinnaren är också passiv
- D2 — Båda brottarna förlorade på grund av passivitet
- FF — Vinst genom förverkande
- DNA — Anlände inte
- TPP — Totala straffpoäng
- MPP — Matchstraffpoäng

Straff
- 0 — Vinst genom fall, teknisk överlägsenhet, passivitet, skada och förverkande
- 0.5 — Vinst på poäng, 8-11 poängs skillnad
- 1 — Vinst på poäng, 1-7 poängs skillnad
- 2 — Vinst på passivitet,  vinnaren är också passiv
- 3 — Förlust på poäng, 1-7 poängs skillnad
- 3.5 — Förlust på poäng, 8-11 poängs skillnad
- 4 — Förlust genom fall, teknisk överlägsenhet, passivitet, skada och förverkande

### Elimineringsrunda

#### Omgång 1
| TPP | MPP |                            | Poäng     |                            | MPP | TPP |
| --- | --- | -------------------------- | --------- | -------------------------- | --- | --- |
| 4   | 4   | John de Jesus (PUR)        | TF / 2:13 | Gombyn Khishigbaatar (MGL) | 0   | 0   |
| 4   | 4   | Constantin Alexandru (ROU) | TF / 7:52 | Kuddusi Özdemir (TUR)      | 0   | 0   |
| 4   | 4   | William Rosado (USA)       | TF / 5:35 | Roman Dmitrijev (URS)      | 0   | 0   |
| 3   | 3   | Mihály Gyulai (HUN)        | 4 - 10    | Ray Takahashi (CAN)        | 1   | 1   |
| 4   | 4   | Miguel Alonso (CUB)        | 8 - 25    | Hasan Isaev (BUL)          | 0   | 0   |
| 0   | 0   | Sobhan Rouhi (IRI)         | TF / 6:15 | Jorge Frías (MEX)          | 4   | 4   |
| 3   | 3   | Kim Hwa-Kyung (KOR)        | 10 - 11   | Li Yong-Nam (PRK)          | 1   | 1   |
| 4   | 4   | Claudio Pollio (ITA)       | TF / 7:14 | Akira Kudo (JPN)           | 0   | 0   |
| 4   | 4   | Jürgen Möbius (GDR)        | TF / 4:55 | Willi Heckmann (FRG)       | 0   | 0   |

#### Omgång 2
| TPP | MPP |                            | Poäng     |                       | MPP | TPP |
| --- | --- | -------------------------- | --------- | --------------------- | --- | --- |
| 8   | 4   | John de Jesus (PUR)        | TF / 1:56 | Kuddusi Özdemir (TUR) | 0   | 0   |
| 1   | 1   | Gombyn Khishigbaatar (MGL) | 13 - 11   | William Rosado (USA)  | 3   | 7   |
| 0   | 0   | Roman Dmitrijev (URS)      | TF / 8:00 | Mihály Gyulai (HUN)   | 4   | 7   |
| 4.5 | 3.5 | Ray Takahashi (CAN)        | 2 - 13    | Miguel Alonso (CUB)   | 0.5 | 4.5 |
| 0   | 0   | Hasan Isaev (BUL)          | TF / 5:35 | Sobhan Rouhi (IRI)    | 4   | 4   |
| 8   | 4   | Jorge Frías (MEX)          | TF / 2:31 | Kim Hwa-Kyung (KOR)   | 0   | 3   |
| 1   | 0   | Li Yong-Nam (PRK)          | 35 - 7    | Claudio Pollio (ITA)  | 4   | 8   |
| 0   | 0   | Akira Kudo (JPN)           | DQ / 6:50 | Jürgen Möbius (GDR)   | 4   | 8   |
| 0   |     | Willi Heckmann (FRG)       |           | Bye                   |     |     |
| 4   |     | Constantin Alexandru (ROU) |           | DNA                   |     |     |

#### Omgång 3
| TPP | MPP |                       | Poäng     |                            | MPP | TPP |
| --- | --- | --------------------- | --------- | -------------------------- | --- | --- |
| 4   | 4   | Willi Heckmann (FRG)  | TF / 7:24 | Gombyn Khishigbaatar (MGL) | 0   | 1   |
| 4   | 4   | Kuddusi Özdemir (TUR) | DQ / 7:00 | Roman Dmitrijev (URS)      | 0   | 0   |
| 8.5 | 4   | Ray Takahashi (CAN)   | 3 - 18    | Hasan Isaev (BUL)          | 0   | 0   |
| 8.5 | 4   | Miguel Alonso (CUB)   | 11 - 38   | Kim Hwa-Kyung (KOR)        | 0   | 0   |
| 5   | 1   | Sobhan Rouhi (IRI)    | 14 - 13   | Li Yong-Nam (PRK)          | 3   | 4   |
| 0   |     | Akira Kudo (JPN)      |           | Bye                        |     |     |

#### Omgång 4
| TPP | MPP |                            | Poäng     |                       | MPP | TPP |
| --- | --- | -------------------------- | --------- | --------------------- | --- | --- |
| 0   | 0   | Akira Kudo (JPN)           | 25 - 2    | Willi Heckmann (FRG)  | 4   | 8   |
| 2   | 1   | Gombyn Khishigbaatar (MGL) | 11 - 11   | Kuddusi Özdemir (TUR) | 3   | 7   |
| 1   | 1   | Roman Dmitrijev (URS)      | 9 - 7     | Hasan Isaev (BUL)     | 3   | 3   |
| 9   | 4   | Sobhan Rouhi (IRI)         | TF / 2:37 | Kim Hwa-Kyung (KOR)   | 0   | 3   |
| 4   |     | Li Yong-Nam (PRK)          |           | Bye                   |     |     |

#### Omgång 5
| TPP | MPP |                            | Poäng     |                       | MPP | TPP |
| --- | --- | -------------------------- | --------- | --------------------- | --- | --- |
| 8   | 4   | Li Yong-Nam (PRK)          | 2 - 16    | Akira Kudo (JPN)      | 0   | 0   |
| 6   | 4   | Gombyn Khishigbaatar (MGL) | TF / 4:16 | Roman Dmitrijev (URS) | 0   | 1   |
| 4   | 1   | Hasan Isaev (BUL)          | 16 - 13   | Kim Hwa-Kyung (KOR)   | 3   | 6   |

### Sista omgångarna
| TPP | MPP |                       | Poäng     |                       | MPP | TPP |
| --- | --- | --------------------- | --------- | --------------------- | --- | --- |
|     | 1   | Roman Dmitrijev (URS) | 9 - 7     | Hasan Isaev (BUL)     | 3   |     |
|     | 4   | Akira Kudo (JPN)      | D2 / 8:00 | Roman Dmitrijev (URS) | 4   | 5   |
| 3   | 0   | Hasan Isaev (BUL)     | DQ / 7:06 | Akira Kudo (JPN)      | 4   | 8   |